# Доброе Поле (Омская область)
До́брое По́ле — деревня в Москаленском районе Омской области России. Входит в состав Роднодолинского сельского поселения.

## География
Деревня расположена в 10 км к юго-западу от посёлка Москаленки, административного центра района.

## История
Баптистское немецкое село основано в 1908 году. В 1928 году состояла из 22 хозяйств, основное население — немцы. Находилась в составе Екатериновского Москаленского района Омского округа Сибирского края.

## Население
| 1920 | 1926 | 1970 | 1979 | 1989 | 2010 |
| ---- | ---- | ---- | ---- | ---- | ---- |
| 87   | ↗107 | ↗344 | ↗351 | ↗492 | ↘451 |